# Aci, Galatea e Polifemo
Aci, Galatea e Polifemo (HWV 72, deutsch: Acis, Galathea und Polyphemus) ist eine dramatische Kantate bzw. eine Serenata à tre in einem Teil von Georg Friedrich Händel (Musik) mit einem Libretto von Nicola Giuvo.

## Entstehung
Händel schrieb das Werk auf seiner ersten Studienreise durch Italien (1706–1710) während seines Aufenthalts in Neapel, der von etwa Anfang Mai bis in die zweite Juliwoche 1708 zu datieren ist. Neben den beiden Oratorien Il trionfo del Tempo e del Disinganno (HWV 46a) und La Resurrezione (HWV 47) ist es eines seiner umfassenderen Frühwerke.
Die Uraufführung fand am 19. Juli 1708 möglicherweise im Königlichen Palast in Neapel zur Hochzeit von Tolomeo Saverio Gallio, dem Herzog von Alvito, mit Beatrice Tocco di Montemiletto statt. Letztere war die Nichte von Aurora Sanseverino, die den Auftrag zu dem Werk gegeben hatte. In Händels Kompositionspartitur findet man am Ende nur das Datum der Fertigstellung und den Anlass der Komposition: „Napoli li 16 di Giugnio, 1708. d’Alvito“. Er hatte die Serenata erst mit „Cantata à tre“ überschrieben, wie man im Autographen noch erkennen kann. Später änderte er es in „Serenata“, der gleichen Bezeichnung, die er 1732 der italienisch-englischen Fassung von Acis and Galatea (HWV 49b) geben wird. Ob die Uraufführung bei den Hochzeitsfeierlichkeiten unter seiner Leitung stattfand, ist fraglich, denn Händel war wohl Mitte Juli des Jahres schon wieder in Rom.
Bei der Uraufführung im Palazzo Reale, bei welcher wohl Mitglieder der Königlichen Kapelle unter der Leitung von Francesco Mancini spielten, sangen vermutlich:
- Aci – Chiara Fuga oder Maria Anna Marchesini (Sopran)
- Galatea – Francesca Maria Vanini-Boschi oder Giovanni Battista Tamburini (Mezzosopran bzw. Altkastrat)
- Polifemo – Giuseppe Maria Boschi oder Antonio Manna, detto „Abbate Camerini“ (Bass)

## Aufführungsgeschichte
Nach der Uraufführung von 1708 gab es zwei weitere zeitgenössische Aufführungen: am 9. Dezember 1711 in Piedimonte in Kampanien anlässlich der Hochzeit von Herzogin Aurora Sanseverinos Sohn und wiederum in Neapel am 26. Juli 1713 wegen des Namenstages der kleinen Tochter des Grafen von Daun.
Danach geriet Aci, Galatea e Polifemo völlig in Vergessenheit. Händel übernahm zwar acht Arien und Ensembles, die Nummern 1, 7, 8, 11, 13, 14, 16 und 18, in seine zweisprachige Serenata von 1732 (HWV 49b), aber das vollständige Werk wurde erst wieder im 20. Jahrhundert aufgeführt.
Schuld daran war vielleicht auch, dass der Druck des Stückes von Friedrich Chrysander in seiner Händel-Gesamtausgabe von 1892 nicht vollständig war, denn die fehlenden Quellen konnten erst 1917 wieder zugeführt werden.
So gab es die erste Wiederaufführung in neuerer Zeit erst 1961 im Rahmen der Göttinger Händelfestspiele. Die musikalische Leitung hatte Günther Weißenborn.

## Libretto
Der Abt Nicola Giuvo, Privatsekretär, Berater und Hofdichter der Aurora Sanseverino, erhielt von dieser gleich zwei Aufträge für Textbücher: neben dem jungen Händel, der das Libretto zu Aci, Galatea e Polifemo vertonen sollte, bekam auch der Kapellmeister an Sant‘Onofrio in Neapel Nicola Fago (detto „Il Tarantino“) einen Text für eine Serenata, um sie beim gleichen Anlass aufführen zu lassen. Händels Sujet, welches der griechischen Mythologie entnommen ist, findet sich im 13. Buch der Metamorphosen des Ovid (738–891), siehe Akis und Galateia.

## Handlung

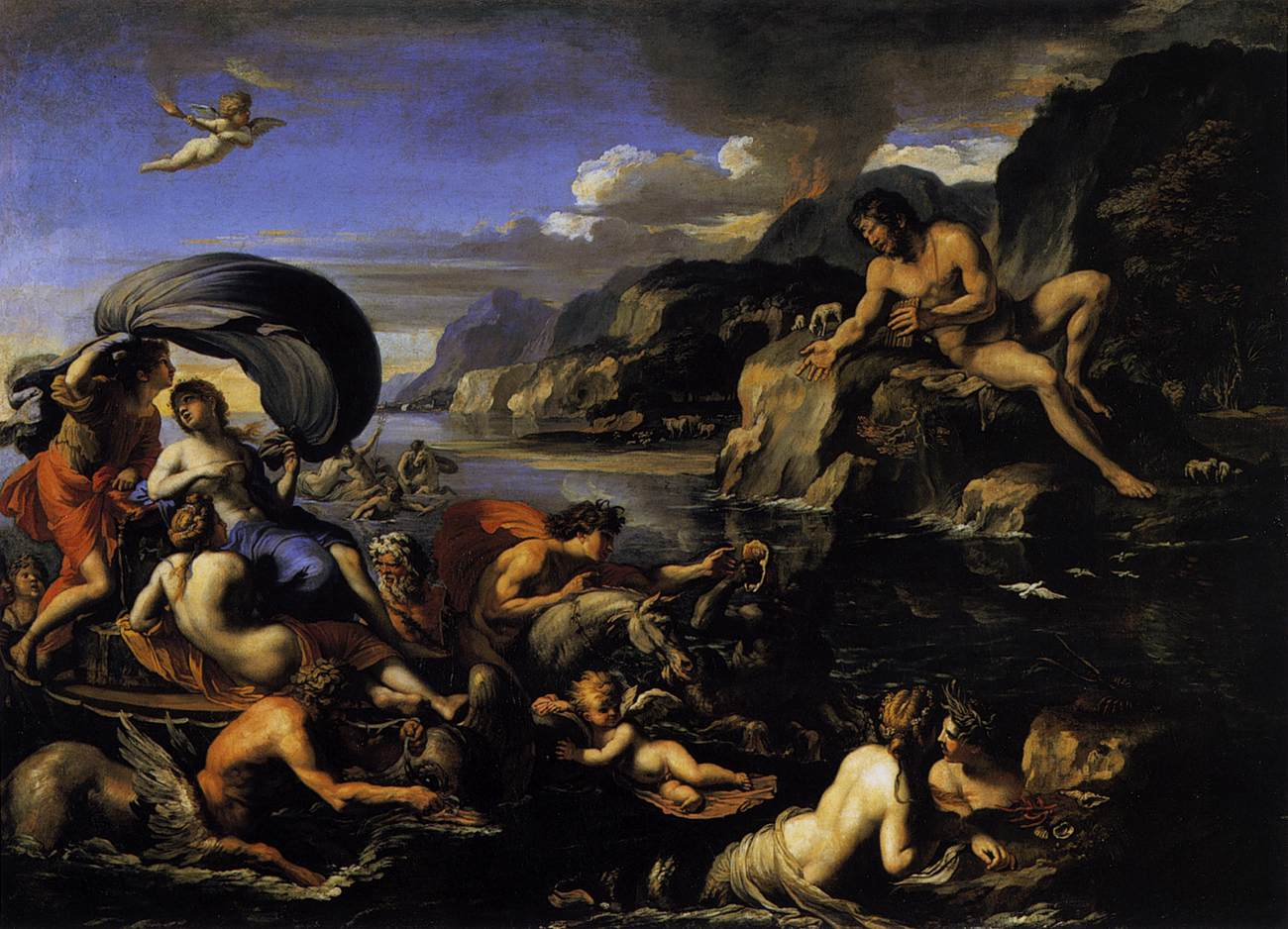
François Perrier: „Acis und Galatea weichen dem Blick des Polyphem“, 1645–1650

Galatea, eine Tochter des Meeresgottes Nereus, und Aci, Sohn des Königs Faunus von Latium (griech. Pan) lieben sich und wollen einander niemals mehr verlassen. Unversehens stört der Riese Polifemo, von wilder Leidenschaft für Galatea entbrannt, das Idyll. Aci, durch den Riesen gereizt und verletzt, glaubt sich durch den Liebesgott gestärkt und fordert Polifemo zum Kampf heraus. Der Riese erschlägt Aci mit einem Felsblock. Ein großes Klagen beginnt, Natur, Menschen und selbst die Götter trauern um den Getöteten. Galatea bittet Nereus, Acis Blut in eine silberne Quelle zu verwandeln und ihn als Flussgott weiterleben zu lassen, damit sie ihn im Wasser wiederfinden kann.

## Musik
Obwohl das Werk inhaltlich mit Händels 1718 komponierter Masque Acis and Galatea (HWV 49a) nahezu identisch ist, gibt es musikalisch keine Gemeinsamkeiten zwischen diesen beiden Werken.
Die musikalischen Affekte werden in Aci, Galatea e Polifemo sehr differenziert ausgestaltet. Jede Arie steht in einer anderen Tonart, sodass in der Partitur alle damals gängigen Tonarten vorkommen. Im Vergleich mit anderen zeitgenössischen Werken der Gattung ist Händels Instrumentation hier abwechslungsreicher und experimentierfreudiger. So gibt es eine Arie (Polifemo, Nr. 12 „Fra l’ombre e gl’orrori“), die nur von gedämpften Violinen, Blockflöte und Violone, hier also einem 16-füßigen Kontrabass ohne Cembalo begleitet wird, und Galateas Arie Nr. 14 „Se m’ami, oh caro“ verwendet zwei solistisch eingesetzte Violoncelli. Die Rolle des Polifemo stellt durch ihren großen Stimmumfang von D bis a1 eine besondere Herausforderung für den Sänger dar.

## Orchester
Blockflöte, zwei Oboen, zwei Trompeten, Streicher, Basso continuo (Violoncello, Laute, Cembalo).

## Struktur der Serenata

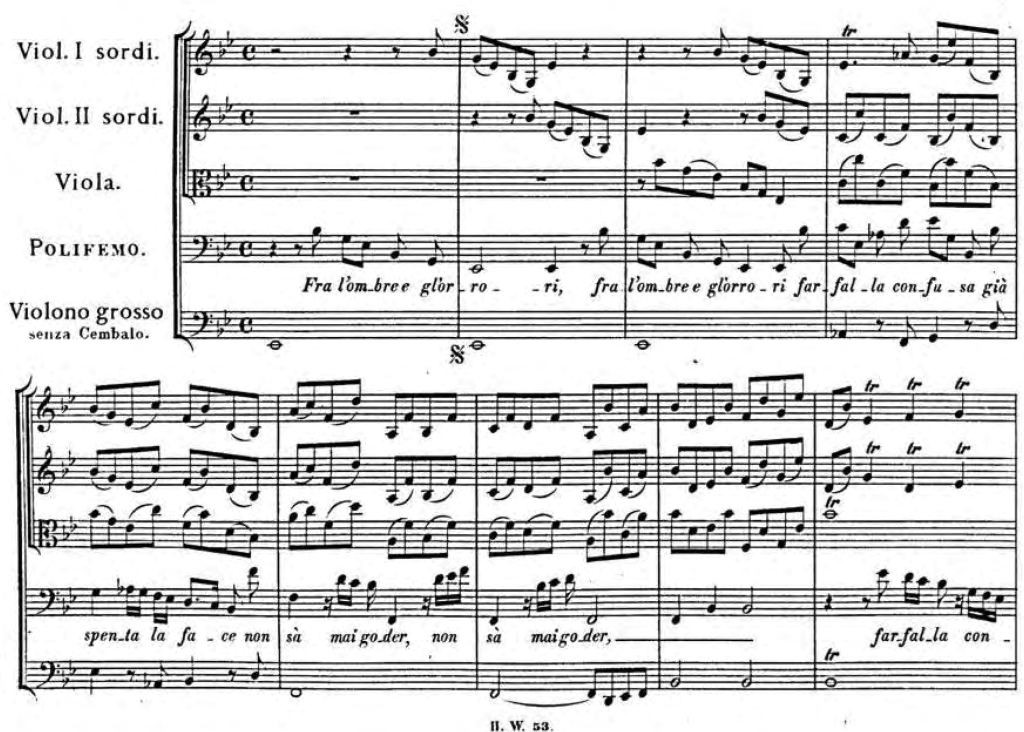
Beginn von Polifemos Arie Nr. 12 Fra l'ombre Druck von Friedrich Chrysander, Händel-Gesamtausgabe, 1892

| 1. Duetto. Galatea (2 Vl, BC) Sorge il dì / Spunta l’aurora                          |
| Recitativo. Aci, Galatea Vanti, o cara, il ruscello                                  |
| 2. Aria. Galatea (Ob, Str, BC) Sforzano a piangere con più dolor                     |
| Recitativo. Aci, Galatea E qual nuova sventura                                       |
| 3. Aria. Aci (Ob, 2 Vl, Vc, BC) Che non può la gelosia                               |
| 4. Recitativo accompagnato. Galatea, Aci (2 Ob, 2 Trp, Str, BC) Ma qual orrido suono |
| Recitativo. Galatea, Aci Ahi! che da l’ombre eterne                                  |
| 5. Aria. Polifemo (Ob, 2 Trp, Str, BC) Sibilar l’angui d'Aletto                      |
| Recitativo. Galatea, Polifemo Deh lascia, oh Polifemo                                |
| 6. Aria. Galatea (2 Ob, Str, BC) Benchè tuoni e l’etra avvampi                       |
| Recitativo. Polifemo, Galatea Cadrai depressa e vinta                                |
| 7. Aria. Polifemo (Str, BC) Non sempre, no, crudele                                  |
| Recitativo. Galatea, Polifemo, Aci Folle, quanto mi rido                             |
| 8. Aria. Aci (BC) Dell’ aquila l’artigli                                             |
| Recitativo. Polifemo Megli spiega i tuoi sensi                                       |
| 9. Aria. Polifemo (2 Vl, BC) Precipitoso nel mar che freme                           |
| Recitativo. Galatea Sì, t’intendo, inumano                                           |
| 10. Aria. Galatea (BlFl, Str, BC) S’agita in mezzo all’onde                          |
| Recitativo. Polifemo, Aci So che le cinosure                                         |
| 11. Terzetto. Polifemo, Galatea, Aci (Ob, Str, BC) Proverà lo sdegno mio             |
| Recitativo. Polifemo, Galatea, Aci Ingrata se mi nieghi                              |
| 12. Aria. Polifemo (BlFl, 2 Vl, Vla, Kb) Fra l’ombre e gl’orrori                     |
| Recitativo. Polifemo Ma che? non andrà inulta                                        |
| 13. Aria. Aci (Ob, Str, BC) Qui l’augel da pianta in pianta                          |
| Recitativo. Galatea, Aci Giunsi al fin mio tesoro                                    |
| 14. Aria. Galatea (2 Vl, 2 Vc, BC) Se m’ami, oh caro!                                |
| Recitativo. Polifemo, Aci, Galatea Quì su l’alto del monte                           |
| 15. Terzetto. Aci, Galatea, Polifemo (BC) Dolce amico amplesso                       |
| Recitativo. Polifemo, Aci Or poichè sordi sono                                       |
| 16. Aria. Aci (Str, BC) Verso già l’alma col sangue                                  |
| Recitativo. Galatea Misera, e dove sono?                                             |
| 17. Aria. Polifemo (BC) Impara, ingrata, impara                                      |
| Recitativo. Galatea, Polifemo Ah, tiranno, inumano!                                  |
| 18. Aria. Galatea (2 Vl, BC) Del mar fra l’onde                                      |
| Recitativo. Polifemo Ferma, ma già nel mare                                          |
| 19. Recitativo accompagnato. Polifemo (Str, BC) Vissi fedel mia vita                 |
| Recitativo. Polifemo Ed io che anto ascolto                                          |
| 20. Terzetto. Aci, Galatea, Polifemo (Ob, 2 Trp, Str, BC) Chi ben ama ha per oggetti |

## Diskografie
Inzwischen gibt es mehrere CD-Aufnahmen des Werks:
- Angelicum LPA 5907 (1960): Mariella Adani (Aci), Gabriella Carturan (Galatea), Giorgio Tadeo (Polifemo)
Orchestra Dell'Angelicum Di Milano, Dir. Carlo Felice Cillario (Ausschnitte)
- Harmonia Mundi HMC 901253.54 (1987): Emma Kirkby (Aci), Carolyn Watkinson (Galatea) und David Thomas (Polifemo)
London Baroque, Dir. Charles Medlam (84 min)
- Dynamic CDS272 (1999): Daniela Uccello (Aci), Sonia Turchetta (Galatea), Giancarlo Tosi (Polifemo)
Camerata del Titano, Dir. Augusto Ciavatta (96 min)
- Erato / Virgin 7243545557 (2002): Sandrine Piau (Aci), Sara Mingardo (Galatea) und Laurent Naouri (Polifemo)
Le Concert d’Astrée, Dir. Emmanuelle Haïm (98 min)
- Brilliant Classics 93665 (2008): Stefanie True (Aci), Luciana Mancini (Galatea) und Mitchell Sandler (Polifemo)
Contrasto Armonico, Dir. Marco Vitale (85 min)
- Dynamic CDS 33645 (2009): Ruth Rosique (Aci), Sara Mingardo (Galatea) und Antonio Abete (Polifemo)
Cappella della Pietà de’ Turchini, Dir. Antonio Florio, Reg. Davide Livermore (98 min, DVD)
- Dynamic CDS 64512 (2011): Ruth Rosique (Aci), Sara Mingardo (Galatea) und Antonio Abete (Polifemo)
Cappella della Pietà de’ Turchini, Dir. Antonio Florio (91 min)
- Glossa GCD 921515 (2012): Roberta Invernizzi (Aci), Blandine Staskiewicz (Galatea), Lisandro Abadie (Polifemo)
La Risonanza, Dir. Fabio Bonizzoni (89 min)
- Glossa GCD 923528 (2020): Raffaele Pe (Aci), Giuseppina Bridelli (Galatea), Andrea Mastroni (Polifemo)
La Lira Di Orfeo, Dir. Luca Guglielmi (84 min, Version für Senesino)[4]